# Come una crisalide
Come una crisalide è un film italiano del 2009, diretto da Luigi Pastore. È il film di debutto del regista, alla sua prima esperienza anche in veste di produttore, in collaborazione con Antonio Tentori, con cui firma la sceneggiatura.

## Trama
Durante una seduta analitica, una psicologa consiglia a un suo paziente il ricovero presso una clinica specialistica, ma questa decisione scatena la follia latente del misterioso individuo. L'abbandono è la chiave del suo delirio, che lo porterà a uccidere ancora una volta, come era già accaduto in passato con il suo primo, perduto amore.
Così, dopo essersi sbarazzato del corpo dell'analista, decide di continuare da solo la “terapia” con l'aiuto di una piccola videocamera, registrando i suoi stati d'animo in un allucinante crescendo. “Come una crisalide” è la metafora che usa per descrivere la sua trasformazione, l'ultima metamorfosi della sua esistenza, che lo farà diventare uno spietato serial killer punitore.
Le sue vittime, infatti, non sono scelte a caso ma con una motivazione precisa, secondo un crudele disegno che affonda le sue radici nel rifiuto della società e delle sue molteplici contraddizioni. Ma l'incontro casuale con Lisa, una ragazza che ama leggere poesie in solitudine, genera nell'assassino l'illusione che ci possa essere ancora purezza e amore nella sua vita.

## Produzione
Tra gli interpreti, Riccardo Serventi Longhi (M.D.C. - Maschera di cera, I tre volti del terrore), nel ruolo di un cinico giornalista che si occupa dei delitti del mostro, e Gianluca Testa, mentre Claudio Simonetti (autore insieme a Simone Pastore delle musiche del film) si esibisce insieme al suo gruppo i Daemonia in una scena ambientata in una discoteca. Gli effetti speciali sono opera di Sergio Stivaletti.
Quasi l'intero cast tecnico e artistico è stato scelto attraverso Internet, dando la possibilità a molti giovani di lavorare per la prima volta su un set.
Prodotto in modo indipendente e con a disposizione un budget di appena 30.000 euro.

## Distribuzione
In Italia il film è stato proiettato in una sala cinematografica romana a partire dal 21 ottobre 2010 e in alcuni festival cinematografici di genere. Nel 2012 esce la versione tedesca con sottotitoli in inglese. Il titolo viene modificato in Symphony in Blood Red.

## Critica
Secondo Screenweek il film è «un esordio sicuramente interessante e ricco di trovate particolarmente riuscite, che dimostra una genuina passione per il genere e per quei nomi – Dario Argento su tutti, ma non solo – che hanno contribuito alla consacrazione del cinema horror nostrano in tutto il mondo»
Boris Sollazzo, ne Il Sole 24 Ore scrive che «il talento del cineasta e l'originalità della sua visione si mostrano con momenti interessanti».
Luca Ruocco, su TaxiDrivers.it considera Come una crisalide di Pastore «un lungo bodycount d’ispirazione marcatamente anni settanta, che prima ancora di voler rappresentare una personale rivisitazione dell’horror made in italy dell’autore, pare voler avvinghiarsi proprio a questa profonda, viscerale discendenza, e trarre forza e motivo d’essere proprio dalla sua fonte ispirativa: il thriller italiano, in primis quello firmato Argento.»
Per Edoardo Zaccagnini (Close-Up.it) «Domina la scena un assassino che parla con voce off in prima persona, mentre squarta anime come fossero bruscolini, senza che noi riusciamo a scorgere mai il suo volto. Per il resto, allo spettatore viene mostrato tutto, ed è questo l’aspetto più interessante di un’opera che vanta effetti speciali da mattatoio, eseguiti con l’ausilio del mitico Sergio Stivaletti. Lo schermo si inonda spesso di rosso, e da questo punto di vista il film sazia abbondantemente la sete di sangue degli appassionati del genere.»